# McLaren MCL34
McLaren MCL34 je vůz formule 1 týmu McLaren F1 Team který odpovídá novým technickým regulím pro rok 2019. Změny v pravidlech cílí na snížení účinků aerodynamických turbulencí a jsou nejvíce patrné na předním a zadním křídle. Tým poprvé po 12 letech vyměnil oba jezdce. Vůz bude pilotovat Španěl Carlos Sainz, který přestoupil ze stáje Renault a nováček Lando Norris ze Spojeného království. Monopost se poprvé představil na trati ve Španělsku v rámci předsezonních testů . Ačkoliv už loni oznámil McLaren dohodu o dodávce paliva a maziv s firmou Petrobras a umístil její logo na svůj vůz, využívá MCL34 produkty firmy BP. Časový rámec přechodu Zak Brown neuvedl .

## Výsledky v sezóně 2019

### Předsezónní testování
První den testů proběhl prakticky bez problémů, přičemž Sainz ujel celkem 119 kol a připsal si druhý nejrychlejší čas dne . Druhý den testů odjel Norris celkem 104 kol. Stejně jako Sainz o den dříve si připsal druhý nejrychlejší čas dne . Do třetího dne testování se Sainz zapojil až po několika hodinách kvůli dokončování rozsáhlých změn nastavení jeho monopostu. I přes toto zdržení dokázal ujet 90 kol a připsal si 9. nejrychlejší čas . Poslední den prvních testů proběhl opět bez závažnějších problémů, přičemž Lando Norris ujel 132 kol a připsal si 7. nejrychlejší čas. Celkem tak během prvních čtyř dnů testování zvládl vůz MCL34 ujet 445 kol což odpovídá vzdálenosti 2 071 km.
Před zahájením druhého týdne testování oznámil McLaren po dohodě s Toro Rosso, že od 25. března nastoupí na pozici technického ředitele James Key .
Začátek druhého týdne provázely tým problémy, kvůli kterým ujel Norris pouze 80 kol, nicméně připsal si při tom nejrychlejší čas dne . Následující den se podařilo zajet nejrychlejší kolo Sainzovi a i přes drobné problémy dokázal ujet 130 kol . Předposlední den testování se Norris opět potýkal s problémy, tentokrát kvůli podezření na problém s výfukem a ujel pouze 84 kol, přičemž si připsal třetí nejrychlejší čas dne . Poslední den testů proběhl dobře a Sainzovi se podařilo ujet dosud největší vzdálenost v rámci jednoho dne - 134 kol a zajel 6. nejrychlejší čas .
Vůz MCL34 urazil během testování vzdálenost 4064 km, skoro o polovinu více než vůz MCL33 na začátku sezóny 2018 . V rámci ujeté vzdálenosti tak McLaren překonal týmy Haas, Red Bull, Racing Point a Williams. Sainz si při tom připsal 8. a Norris 10. nejrychlejší čas v rámci celého testování .

### Úvodní závody
Do prvního závodu startovali jezdci z 8. (Norris) a 18. (Sainz) místa. Sainzův druhý pokus v Q1 byl narušen, když se musel vyhnout poškozenému Williamsu Roberta Kubici . V závodě Norris svou pozici nedokázal udržet a dokončil na 12. místě. Sainz závod nedokončil pro poruchu motoru . V Bahrajnu se oba jezdci dostali až do třetí části kvalifikace a po penalizaci Grosjeana startovali ze 7. (Sainz) a 9. (Norris) místa . Závod začal lépe pro Sainze, nicméně jeho postup vpřed zhatila kolize s Red Bullem Maxe Verstappena, po které se propadl na poslední příčku a nakonec odstoupil těsně před koncem závodu. Norris se v úvodu závodu propadl až na 15. pozici, ale nakonec v rámci dramatického závodu dokončil na 6. místě a získal tak pro tým první body v této sezóně .
Během dvoudenního testování v Bahrajnu ujeli Sainz, Norris a Alonso v rámci testovacích programů McLarenu a Pirelli celkem 340 kol. Alonso auto označil za zlepšení v každém směru  . Do tisícího závodu Formule 1 startoval Sainz a Norris z 14. a 15. místa . Během prvního kola došlo nejprve k lehkému kontaktu mezi oběma vozy a následně k vážné kolizi s Kvjatem. Oba McLareny musely najednou do boxů na výměnu předního křídla a Norris musel čekat než tým opraví Sainzův vůz. Sainz zbytek závodu pomalu stahoval ztrátu aby nakonec dokončil na 14. místě. Norrisův vůz byl poškozen mnohem více a během závodu opakovaně narážel předním křídlem do povrchu tratě než byl v závěru závodu povolán do garáže k odstavení vozu . V Baku startoval Norris po vydařené kvalifikaci ze 7. příčky. Sainz sice nepostoupil do Q3, ale díky penalizacím ostatních jezdců startoval z 9. pozice . Poprvé od loňského závodu v Baku dojely oba vozy McLarenu na bodovaných pozicích a ziskem 10 bodů se tým posunul na čtvrtou příčku v poháru konstruktérů .

### Evropská část a Kanada
Před začátkem evropské části se Renault rozhodl přivést do Barcelony vylepšený motor. Hlavním přínosem je zvýšená spolehlivost, která umožní využívat vyšší úrovně výkonu po delší dobu. Tým také přivezl velký balík aerodynamických změn . Zatímco Norris Španělský závod nedokončil kvůli kolizi, Sainz získal 4 body za osmé místo . V následujících dvou dnech testování McLaren s různými jezdci ujel celkem 179 kol zaměřených především na aerodynamiku vozu a i přes problém ke konci druhého dne splnil tým svůj program  . V rámci těchto testů odhalil problém, který ovlivňoval výkonnost vozu ve třetím sektoru okruhu v Barceloně a který by tedy měl vliv i do následujícího závodu v Monaku . Sainz dokázal tato zlepšení využít a dokončil na 6. místě, zatímco Norris dokončil závod těsně mimo body na 11. místě . V Kanadě startoval Norris z 8. a Sainz po penalizaci z 11. místa . Z kontroverzního závodu ovšem tým nedokázal přivést body. Zatímco Sainz dokončil na 11. příčce, Norris ze závodu odstoupil po osmi kolech kvůli závadě na brzdách a zavěšení . Po návratu do Evropy ukázal McLaren ve kvalifikaci na velkou cenu Francie velmi dobrou rychlost a dosáhl nejlepšího výsledku od roku 2014 když oba vozy kvalifikovaly ve třetí řadě na startovním roštu . Rychlost z kvalifikace dokázal tým přenést i do závodu a Sainz dokončil na 6. místě. Po horším startu se Norris dokázal držet celý závod těsně za Sainzem, ale v posledních 10 kolech musel bojovat s hydraulickými problémy a nakonec v posledním kole ztratil 3 místa a dokončil na poslední bodované pozici . Po závodě vyhodnotili komisaři Ricciardův manévr za nebezpečný a penalizací jej odsunuli až na 11tou příčku, což posunulo Norrise na 9. pozici . V Rakousku McLaren potvrdil dobrou formu z Francie. Norris po vydařeném startu z pátého místa bojoval s vozy Mercedes, Ferrari i Red Bull než nakonec dokončil na 6. místě. Sainz startoval kvůli penalizaci až z 19. místa, přesto se dokázal probojovat dopředu a dokončil na 8. místě . V Silverstone se Norris opět probojoval v kvalifikaci až do Q3 a startoval z 8. místa. Vlivem nevhodně zvolené strategie však dokončil závod těsně mimo body. Sainzova strategie naopak využila výjezdu Safety Caru a po startu z třináctého místa dokončil závod na 6. pozici . Norrisův víkend v Německu byl provázen poruchami vozu v kvalifikaci i v závodě, který nedokončil. Sainz dokončil chaotický závod na 5. místě a díky výpadku obou Renaultů navýšil McLaren svůj náskok na následující tým v poháru konstruktérů, kterým se stalo Toro Rosso  . Tým identifikoval pomalé zatáčky za slabinu letošního vozu a proto očekával náročný závod na Hungaroringu. Přesto oba jezdci kvalifikovali v nejlepší desítce a také získali pro tým dohromady 12 bodů   .
Během první poloviny sezóny nasbíral McLaren celkem 82 bodů, o 20 více než za celou sezónu 2018 a o 39 bodů více než pátý nejlepší tým Toro Rosso. Ačkoliv nedokázal ohrozit "první trojku" (Mercedes,Ferrari,Red Bull), byl jasně rychlejší než zbývající týmy a to včetně svého dodavatele motorů Renault. Bodový zisk Carlose Sainze samotného by McLarenu stačil na čtvrtou příčku v šampionátu.
Návrat z letní přestávky se týmu nevydařil. V Belgii oba vozy nedojely kvůli technickým problémům s pohonou jednotkou, přičemž Norris odstoupil v posledním kole z pátého místa . Následující závod v Itálii dokázal Norris dovézt týmu jeden bod, zatímco Sainz odstoupil po nezdařené zastávce v boxech .

### Závěr sezóny
Charakteristiky okruhu v Singapuru umožnily týmu návrat do TOP10, kdy Sainz startoval ze sedmého místa zatímco Norris po diskvalifikaci Ricciarda startoval z 9. pozice . V závodě ovlivněném několika výjezdy Safety Caru bodoval pouze Norris, neboť Sainz v prvním kole kolidoval s Hülkenbergem a následná cesta do boxů a oprava vozu se protáhla natolik, že se již nedokázal probojovat na bodované příčky .
Během závodního víkendu v Rusku oznámil McLaren přechod na motory Mercedes od roku 2021. Při konci smlouvy s Hondou Mercedes dodávky pro McLaren odmítnul a ten byl nucen odebírat motory od Renaultu. Jedním z důvodů pro tuto změnu je malé zlepšení výkonnosti v porovnání s Hondou a pokračující problémy se spolehlivostí. Důležitá byla i změna přístupu Mercedesu, který tuto změnu umožnil. Toto Wolff pochválil pokrok, který McLaren udělal v rámci své struktury i výsledky, které tuto sezónu dosahuje . Po vydařené kvalifikaci, kdy Sainz a Norris startovali z 5. a 7. místa, dokončily oba vozy na bodech. Zatímco Sainz s přehledem dokončil na 6. místě za "nejlepší trojicí" Mercedes, Ferrari a Red Bull, Norris dokázal odolat náporu Hülkenberga a díky penalizaci Magnussena byl klasifikován na 8. pozici  . Díky zisku 12 bodů McLaren poprvé od roku 2014 překonal hranici 100 bodů za sezónu. V tajfunem odsunuté kvalifikaci v Japonsku se oba jezdci umístily pouze za nejlepší trojicí . Zatímco Sainz zvládnul závod bez potíží a dokončil na 5. místě, Norris se propadl na konec pole kvůli kolizi s Albonem a již se nedokázal probojovat dopředu . Před závodem v Mexiku uvedl vedoucí týmu Andreas Seidl, že tým bude i nadále vylepšovat stávající monopost . Kvalifikace v Mexiku se týmu vydařila a po startu ze 7. a 8. místa se oba vozy probojovaly výše. Sainz dokonce předjel Hamiltona a několik kol udržoval 4. pozici. Zastávky v boxech ovšem otočily celý vývoj závodu. Kvůli špatně dotaženému kolu se Norrisova zastávka příliš protáhla a ten tak opustil boxy poslední s velkou ztrátou na Williamsy. Nakonec závod nedokončil, protože některé parametry vozu začaly překračovat limity a tým se rozhodl, že není důvod přes tato rizika pokračovat v závodě na poslední pozici. Sainzova zastávka byla v pořádku, ale výkonnost monopostu na tvrdé směsi pneumatik byla nízká a Sainz se následně propadnul mimo bodované příčky . Týmu se podařilo identifikovat degradaci některých aerodynamických částí za příčinu tohoto propadu a napravit je před závodem v Austinu . Po další vydařené kvalifikaci dokázal Norris předjet i Vettela a krátce kroužil na páté pozici. Sainz se propadl po kolizi s Albonem v prvním kole, ale jeho vůz nebyl výrazněji poškozen. Ačkoliv ani jeden z jezdců nedokázal předjet Ricciarda, získal McLaren stejný počet bodů jako Renault  . Kvalifikace v Brazílii nedopadla dle očekávání týmu. Zatímco Norris startoval po penalizaci Leclerca z 10. pozice s možností výběru pneumatik, Sainz vyrazil do závodu z poslední příčky kvůli poruše během úvodu kvalifikace . Díky riskantní jedno zastávkové strategii se, v závodě ovlivněném několika nehodami, probojoval Sainz až na čtvrtou příčku a po penalizaci Hamiltona byl povýšen na 3. místo . McLaren se tak umístil na pódiu poprvé od začátku sezóny 2014. Norris následně ziskem 8. příčky zaokrouhlil bodový výsledek týmu na 140. S předstihem jednoho závodu získal McLaren čtvrtou pozici v poháru konstruktérů . V poslední kvalifikaci sezóny získal Norris 7. příčku, čímž vyhrál týmovou kvalifikační bitvu 11:10. Sainz, který v posledním kole drobně chyboval dosáhl jen na deváté místo. Oba jezdci si o pozici polepšili vlivem penalizace Valtteriho Bottase . Po riskantní zastávce v boxech dokončil Sainz na 10. pozici a rozdílem jediného bodu před Gaslym získal 6. místo v poháru jezdců. Norrise ke konci závodu předjel Peréz, se kterým v poháru zápasil o desáté místo a ve své první sezóně ve Formuli 1 skončil jedenáctý. . Poslední jízdy absolvoval monopost MCL34 v rámci závěrečného testu pneumatik, kde během dvou dnů ujeli oba jezdci dohromady 237 kol  .

### Zhodnocení sezóny
Ziskem 145 bodů McLaren více než dvojnásobně překonal výsledek z předchozí sezóny. Monopost MCL34 měl navíc oproti svému předchůdci spíše rostoucí výkonnost a po slabém vstupu do sezóny se jezdci McLarenu stali pravidelnými účastníky třetí části kvalifikace i bodovaných pozic. Z 21 závodů dokázali 8krát bodovat oba vozy. Naopak jen 5krát odjel tým ze závodu bez bodů. Sainzovo umístění v Brazílii vrátilo McLaren po několika letech na stupně vítězů. Ačkoliv McLaren v této sezóně nikdy neohrozil dominanci "nejlepší trojice", získal čtvrté místo v poháru konstruktérů s přesvědčivým náskokem 54 bodů na Renault. Ten přitom skončil v minulém roce čtvrtý a v letošní sezóně očekával, že ohrozí právě nejlepší týmy. I proto přes tyto úspěchy uvedl vedoucí týmu Andreas Seidl v rozhovoru před posledním závodem, že tým musí zůstat skromný a nadále pracovat nejen na stažení odstupu k nejlepším týmům, ale také na udržení své pozice vůči ostatním .

## Umístění v sezóně 2019
| Legenda k tabulce | Legenda k tabulce                                                                       |
| Barva             | Výsledek                                                                                |
| ----------------- | --------------------------------------------------------------------------------------- |
| Zlatá             | Vítěz                                                                                   |
| Stříbrná          | 2. místo                                                                                |
| Bronzová          | 3. místo                                                                                |
| Zelená            | Bodované umístění                                                                       |
| Modrá             | Nebodované umístění                                                                     |
| Modrá             | Dokončil neklasifikován (NC)                                                            |
| Fialová           | Odstoupil (Ret)                                                                         |
| Červená           | Nekvalifikoval se (DNQ)                                                                 |
| Červená           | Nepředkvalifikoval se (DNPQ)                                                            |
| Černá             | Diskvalifikován (DSQ)                                                                   |
| Bílá              | Nestartoval (DNS)                                                                       |
| Bílá              | Závod zrušen (C)                                                                        |
| Světle modrá      | Pouze trénoval (PO)                                                                     |
| Světle modrá      | Páteční testovací jezdec (TD)                                                           |
| Bez barvy         | Netrénoval (DNP)                                                                        |
| Bez barvy         | Vyřazen (EX)                                                                            |
| Bez barvy         | Nepřijel (DNA)                                                                          |
| Bez barvy         | Odvolal účast (WD)                                                                      |
| Bez barvy         | Nezúčastnil se (prázdné)                                                                |
| Označení          | Význam                                                                                  |
| Tučnost           | Pole position                                                                           |
| Kurzíva           | Nejrychlejší kolo                                                                       |
| †                 | Jezdec nedojel do cíle, ale byl klasifikován, protože odjel více než 90 % délky závodu. |
| ‡                 | Byl udělován poloviční počet bodů, protože bylo odjeto méně než 75 % délky závodu.      |
| Horní index       | Umístění bodujících jezdců ve sprintu                                                   |

| Rok  | Šasi          | Motor             | Pneu | No. | Jezdci           | 1   | 2   | 3   | 4   | 5   | 6   | 7   | 8   | 9   | 10  | 11  | 12  | 13  | 14  | 15  | 16  | 17  | 18  | 19  | 20  | 21  | Body | Umístění |
| ---- | ------------- | ----------------- | ---- | --- | ---------------- | --- | --- | --- | --- | --- | --- | --- | --- | --- | --- | --- | --- | --- | --- | --- | --- | --- | --- | --- | --- | --- | ---- | -------- |
| 2019 | McLaren MCL34 | Renault E-Tech 19 | P    |     |                  | AUS | BHR | CHN | AZE | ESP | MON | CAN | FRA | AUT | GBR | GER | HUN | BEL | ITA | SIN | RUS | JPN | MEX | USA | BRA | ABU | 145  | 4.       |
| 2019 | McLaren MCL34 | Renault E-Tech 19 | P    | 4   | Lando Norris     | 12  | 6   | 18† | 8   | Ret | 11  | Ret | 9   | 6   | 11  | Ret | 9   | 11† | 10  | 7   | 8   | 11  | Ret | 7   | 8   | 8   | 145  | 4.       |
| 2019 | McLaren MCL34 | Renault E-Tech 19 | P    | 55  | Carlos Sainz Jr. | Ret | 19† | 14  | 7   | 8   | 6   | 11  | 6   | 8   | 6   | 5   | 5   | Ret | Ret | 12  | 6   | 5   | 13  | 8   | 3   | 10  | 145  | 4.       |